# Чемпіонат Чорногорії з футболу 2011—2012
Чемпіонат Чорногорії з футболу 2011/2012 років (або Перша ліга) — 6-й сезон найвищого рівня футбольних дивізіонів Чорногорії. Стартував 6 серпня 2011 та тривав до 30 травня 2012 року. Кожна з 12 команд зіграла 33 матча, з яких до двох кіл домашніх та виїзних ігор додасться ще один етап, матчі в якому попередньо розподіляються жеребкуванням щодо поточного місця команди станом на 22-й тур.

## Учасники та стадіони
| Команда   | Розташування     | Стадіон                       | Місткість |
| --------- | ---------------- | ----------------------------- | --------- |
| Беране    | Беране           | «Градскі» (Беране)            | 11 000    |
| Бокель    | Котор            | «Под Врмцем»                  | 5 000     |
| Будучност | Подгориця        | «Под Ґоріцом»                 | 12 000    |
| Дечич     | Тузі             | «Тушко Полє»                  | 1 000     |
| Ґрбаль    | Радановічі       | «Грбаль» («Под Сутваром»)     | 1 500     |
| Ловчен    | Цетинє           | «Обліча Поляна»               | 5 000     |
| Младост   | Подгориця        | «Цвієтні Брієг»               | 1 500     |
| Могрен    | Будва            | «Лугови»                      | 4 000     |
| Петровац  | Петровац на Мору | «Под Малим Брдом»             | 530       |
| Рудар     | Плєвля           | «Градскі» («Под Ґолубінійом») | 10 000    |
| Сутьєска  | Никшич           | «Градскі» («Край Бистріце»)   | 10 800    |
| Зета      | Голубовці        | «Трешниця»                    | 7 000     |

## Підсумкова турнірна таблиця
| М  | Команда   | І  | В  | Н  | П  | РМ    | О  |
| -- | --------- | -- | -- | -- | -- | ----- | -- |
| 1  | Будучност | 33 | 25 | 5  | 3  | 82−27 | 80 |
| 2  | Рудар     | 33 | 23 | 8  | 2  | 60−20 | 77 |
| 3  | Зета      | 33 | 17 | 9  | 7  | 55−40 | 60 |
| 4  | Могрен    | 33 | 15 | 9  | 9  | 54−37 | 54 |
| 5  | Петровац  | 33 | 13 | 9  | 11 | 36−39 | 48 |
| 6  | Ловчен    | 33 | 10 | 10 | 13 | 34−42 | 40 |
| 7  | Младост   | 33 | 10 | 7  | 16 | 32−45 | 37 |
| 8  | Сутьєска  | 33 | 9  | 9  | 15 | 29−36 | 36 |
| 9  | Ґрбаль    | 33 | 9  | 7  | 17 | 28−49 | 34 |
| 10 | Дечич     | 33 | 10 | 4  | 19 | 34−51 | 34 |
| 11 | Беране    | 33 | 8  | 5  | 20 | 32−54 | 28 |
| 12 | Бокель    | 33 | 5  | 6  | 22 | 21−57 | 21 |

Позначення:
|  | — чемпіон, участь у Лізі чемпіонів |
|  | — участь у Лізі Європи             |
|  | — участь у стикових матчах         |
|  | — виліт у нижчу лігу               |

Третій представник країни у Лізі Європи, володар Кубку Чорногорії 2011/12, «Челік» виступає у Другій лізі.

### Стикові матчі
| Команда 1 | Заг. | Команда 2 | 1-й матч | 2-й матч |
| --------- | ---- | --------- | -------- | -------- |
| Дечич     | 0:2  | Єдинство  | 0:0      | 0:2      |
| Беране    | 1:5  | Морнар    | 1:2      | 0:3      |